# Cycling Academy Trenčín
Cycling Academy Trenčín ist ein slowakisches Radsportteam mit Sitz in Trenčín.

## Geschichte
Nachdem das Team 2020 als Amateurteam gegründet worden war, erhielt es in der Saison 2021 eine Lizenz als Continental Team und war vor allem auf der Europe Tour aktiv. In der Saison fungierte Vladimír Švajdleník als Sportlicher Leiter und der ehemalige slowakische Radsportler Roman Broniš als Repräsentant des Teams. Nach nur einer Saison entschloss man sich die Lizenz als Continental Team nicht zu verlängern und agiert seitdem wieder als Amateurteam.

## Mannschaft
| Name             | Geburtsdatum       | Nationalität | vorheriges Team       |
| Sportler         | Sportler           | Sportler     | Sportler              |
| ---------------- | ------------------ | ------------ | --------------------- |
| Ladislav Frolek  | 2. Januar 2002     | Slowakei     | unbekannt             |
| Miroslav Gavenda | 7. Februar 1997    | Slowakei     | unbekannt             |
| Michal Hloza     | 6. September 1997  | Slowakei     | unbekannt             |
| Tomáš Kalojíros  | 3. August 1994     | Tschechien   | AC Sparta Praha       |
| Juraj Lajcha     | 6. Februar 1994    | Slowakei     | unbekannt             |
| Andrej Líška     | 4. Oktober 2000    | Slowakei     | unbekannt             |
| Simon Nagy       | 26. Juli 2001      | Slowakei     | Dukla Banska Bystrica |
| Samuel Oros      | 15. April 1998     | Slowakei     | unbekannt             |
| Ján Stöhr        | 5. April 1991      | Tschechien   | AC Sparta Praha       |
| Pavel Stöhr      | 5. April 1991      | Tschechien   | unbekannt             |
| Martin Vlčák     | 23. Juli 1998      | Slowakei     | Dukla Banska Bystrica |
| Trainer          |                    |              |                       |
| Marcin Zarebski  | 24. September 2000 | Polen        | unbekannt             |